# IParty with Victorious
iParty with Victorious (no Brasil: Festa com Brilhante Victória) é um filme de televisão de 2011 que atua como um crossover das séries de televisão iCarly e Brilhante Victória. O especial estreou na Nickelodeon em 11 de junho de 2011.O mash-up da música tema do crossover, "Leave It All to Shine", estreou em 22 de maio de 2011 na Nickelodeon e esteve online (YouTube) em 7 de junho de 2011. O filme foi assistido por 7,3 milhões de telespectadores. Foi estrelado por Kenan Thompson. "iParty with Victorious" foi lançado em DVD em 30 de agosto de 2011 no DVD da terceira temporada de iCarly e no segundo volume do DVD da primeira temporada de Victorious.
O filme/especial está disponivel no Paramount+ como episodios em 3 partes na 3ª temporada de ICarly

## Trama
Carly Shay (Miranda Cosgrove) está namorando um garoto chamado Steven Carson (Cameron Deane Stewart), que divide seu tempo entre seus pais divorciados em Seattle e Los Angeles . A cada dois meses, Steven vai para Los Angeles, onde também está namorando Tori Vega (Victoria Justice), que estuda Hollywood Arts, uma escola secundária de artes cênicas. Robbie Shapiro (Matt Bennett), um amigo socialmente estranho de Tori, posta uma foto de Steven e Tori online, que Carly e seu amigo Sam Puckett (Jennette McCurdy) encontram. Carly nega que Steven a esteja traindo, mas Sam tenta provar o contrário.
Carly, seu irmão Spencer (Jerry Trainor), Sam, e seus amigos Freddie Benson (Nathan Kress) e Gibby Gibson (Noah Munck) viajam para Los Angeles. Eles visitam a ex-namorada de Spencer, Monie (Jen Lilley), que por acaso é uma maquiadora habilidosa, e recebem disfarces para evitar serem notados por outras pessoas em iCarly . Eles então vão para a casa de Kenan Thompson depois de ouvirem sobre uma festa onde Steven poderia estar. Enquanto isso, enquanto almoçava na Hollywood Arts High School, em Los Angeles, Andre Harris (Leon Thomas III), outro amigo de Tori, anuncia que seu tio, corretor de imóveis, vendeu uma casa para Kenan, que deu permissão para Andre dar uma pequena festa. lá, pois ele planejou se mudar no mês seguinte, já que está em Nova York. Rex, o boneco ventríloquo de Robbie, tuitou sobre a festa, resultando na presença de centenas de pessoas, para desespero de Andre, que queria apenas uma festa pequena. A turma do iCarly entra na casa de Kenan durante a festa e se separa para procurar Steven. Spencer descobre que a casa inclui uma jacuzzi e relaxa nela, o que o leva a conhecer a professora de Tori, Sikowitz (Eric Lange) e seus amigos Beck Oliver (Avan Jogia) e Jade West (Elizabeth Gillies). Kenan aparece inesperadamente em casa, esperando uma festa maior e fica desapontado ao ver que seu perseguidor, que se vestiu com uma fantasia de panda e agrediu pessoas com uma raquete de tênis, apareceu. Sinjin Van Cleef (Michael Eric Reid), outro estudante da Hollywood Arts, cai na jacuzzi quando um jogo de arcade de surf apresenta mau funcionamento. Enquanto isso, Carly pega Steven e o observa beijar Tori, após o que ela admite que Sam estava certo sobre Steven tê-la traído.
Os membros do iCarly removem seus disfarces, e Tori entra e imediatamente os reconhece do iCarly . Carly e suas amigas explicam a situação para Tori e juntas bolam um plano para humilhar Steven. Enquanto Kenan e Andre tentam capturar o perseguidor Panda, a gangue iCarly e Tori eventualmente o convencem a aderir ao plano. Eles atraem Steven para um armário onde ele pensa que vai ficar com Tori no "aniversário de 100 dias". Em vez disso, quando Steven entra no armário, ele se encontra em um webcast do iCarly com Carly, Sam, Kenan e Tori, que revelam ao público um milhão de iCarly que Steven estava namorando Carly e Tori ao mesmo tempo antes de ambos. largá-lo. Steven fica envergonhado e vai embora. Algum tempo depois, Sam derrota Rex em uma batalha de rap. A turma do iCarly então se junta a Tori e seus amigos no karaokê, onde encerram o especial cantando "Leave It All to Shine", um mash-up das músicas tema de iCarly e Victorious.

## Elenco

### Elencode iCarly
- Miranda Cosgrove como Carly Shay – Carly apresenta seu próprio programa homônimo na web, intitulado iCarly, e se tornou uma sensação na internet. Ela é a irmã mais nova de Spencer. Ela também é amiga de Sam, Freddie e Gibby. Ela é namorada de Steven Carson. Quando disfarçada, ela é conhecida como Patty Schwab.
- Jennette McCurdy como Sam Puckett - companheira delinquente de Carly, melhor amiga encrenqueira e co-apresentadora de iCarly. Quando disfarçada, ela é conhecida como Regina Goodbody.
- Nathan Kress como Freddie Benson – produtor técnico e diretor do iCarly. Ele também é o vizinho técnico e geek de Carly e Spencer. Quando disfarçado, ele é conhecido como Chess Masterson.
- Jerry Trainor como Spencer Shay – irmão mais velho de Carly e um artista habilidoso. Ele também é o guardião legal de Carly.
- Noah Munck como Gibby Gibson - Um dos amigos da gangue iCarly e a estranha estrela do web show. Quando disfarçado, ele é conhecido como Roger Mole.
- David St. James como Sr. Howard - Um professor de matemática rigoroso na escola de Carly, Ridgeway Junior High, que odeia todos os seus alunos.
- Mary Scheer como Marissa Benson – a mãe estereotipada e superprotetora de Freddie.
- BooG!e as The Panda – Uma pessoa misteriosa vestida com uma fantasia de panda que anda pela festa batendo nas pessoas com uma raquete de tênis.

### Elenco de Brilhante Victória
- Victoria Justice como Tori Vega – Uma adolescente talentosa que estuda na Hollywood Arts, uma escola secundária de elite de artes cênicas. Ela também é a outra namorada de Steven Carson e irmã mais nova de Trina. Ela é mostrada como fã de iCarly no início do filme.
- Leon Thomas III como Andre Harris – o melhor amigo de Tori, um aspirante a compositor e mentor da Hollywood Arts. Ele também é o anfitrião da grande festa na casa de Kenan Thompson.
- Matt Bennett como Robbie Shapiro – Um dos amigos de Tori e um estudante nerd da Hollywood Arts. Ele quase sempre é visto com seu "melhor amigo" Rex, que na verdade é um boneco de ventríloquo que carrega para todo lado. Ele tira a foto de Tori e Steven que leva a equipe do iCarly a dirigir até Los Angeles e procurar Steven. Jake Farrow não é creditado como a voz de Rex Powers, um boneco ventríloquo que acompanha Robbie a quem todos tratam como real.
- Elizabeth Gillies como Jade West - inimiga de Tori, que sempre lhe causa problemas. Ela é namorada de Beck e antagonista ocasional de Victorious.
- Ariana Grande como Cat Valentine - Outra amiga excêntrica de Tori que é doce, alegre e também bastante estúpida. Neste crossover, Cat tem dificuldade para falar devido a uma infecção nas cordas vocais e usa um simulador de voz chamado Speechy King. Antes do final, porém, ela o tira depois que as cordas vocais de Cat foram consertadas e finalmente canta.
- Avan Jogia como Beck Oliver - Outro amigo de Tori e ator da Hollywood Arts. Ele está namorando Jade como namorado dela.
- Daniella Monet como Trina Vega - a irmã mais velha, parecida com uma diva, de Tori, que também frequenta Hollywood Arts.
- Eric Lange como Sr. Sikowitz - Um popular professor de teatro estilo hippie na Hollywood Arts.
- Lane Napper como Lane Alexander – A orientadora da Hollywood Arts.
- Michael Eric Reid como Sinjin Van Cleef – Um estudante maluco da Hollywood Arts.
- Marilyn Harris como Sra. Harris - avó de André.

### Participantes Especiais
- Kenan Thompson como ele mesmo
- Cameron Deane Stewart como Steven Carson - Ele está namorando Carly e Tori como namorado, um fato que nenhum deles sabe.
- Justin Castor como Mark - Um garoto que reconhece Gibby e leva um soco antes de revelá-lo.
- Jen Lilley como Monie – ex-namorada de Spencer que ajuda a disfarçar Carly, Sam, Freddie e Gibby.
- Kwame Patterson como DJ Mustang – O DJ da grande festa de Andre na casa de Kenan Thompson.
- Cierra Russell como Mabel - Uma das crianças de quem Trina cuida. Trina, esquecendo o nome de Mabel, a chama de Vanessa.
- Walt Schoen como Wilson – Outra das crianças que Trina cuida.

## Produção
iParty with Victorious foi produzido como episódios 311–313 de iCarly . Não conta como um episódio de Brilhante Victoria.
Victoria Justice aparece em iCarly pela segunda vez para "iParty with Victorious", seguindo sua aparição como Shelby Marx no especial " iFight Shelby Marx " (Sam também comenta sobre a semelhança de Tori Vega com Shelby Marx no computador). Leon Thomas III, Daniella Monet e Lane Napper também retornam, tendo aparecido nos episódios " iCarly Saves TV ", " iPsycho " e " iWas a Pageant Girl ", respectivamente.
O crossover especial também marca o breve retorno de Kenan Thompson à Nickelodeon. Thompson já estrelou os programas da Nickelodeon All That e Kenan & Kel e fez dublagem em The Mighty B!. Victoria Justice é creditada com o elenco de iCarly na sequência de abertura, enquanto o resto do elenco de Victorious é creditado durante os créditos do show. Kenan Thompson é mencionado durante os créditos finais.
Enquanto estava na casa de Kenan Thompson, "The Joke Is On You" de Niki Watkins, "Give It Up" de Elizabeth Gillies e Ariana Grande, tocada no episódio de Victorious "Freak the Freak Out" e "Number One (My World)" da ficção Ginger Fox foi interpretada.

## Músicas
- "Leave It All to Me"
- "Make It Shine"
- "Number One"
- "Leave It All to Shine"

## Crossovers subsequentes
Este é o primeiro de quatro crossovers entre iCarly e Victorious. O segundo e terceiro cruzamentos ocorrem durante os especiais do Dia da Mentira de cada programa, ambos estreando em 24 de março de 2012. Em um ponto do especial do Victorious April Fools, " April Fools Blank ", Tori é vista saindo do elevador e entrando na sala do apartamento de Carly, onde Spencer está sentado no sofá. Enquanto isso, no episódio " iApril Fools " de iCarly, Carly, Sam, Freddie e Spencer aparecem na sala de Tori sentados ao lado de Robbie, que na verdade é uma versão transformada de Gibby. Sam também canta uma frase de "Make it Shine". A série Sam & Cat da Nickelodeon (um crossover/spin-off e sequência de ambos os programas) atua como o quarto crossover permanente, com Sam e Cat vivendo como colegas de quarto e iniciando um serviço de babá para financiar suas aventuras. Freddie, Robbie e Jade fazem aparições especiais de retorno no especial de uma hora de Sam & Cat " #TheKillerTunaJump ", e Gibby, Nevel e Nora fizeram uma aparição especial no especial de 45 minutos de Sam & Cat " #SuperPsycho ".
Esta também é a primeira de três vezes que Jennette McCurdy se envolveu com Victorious ; a segunda foi quando McCurdy estrelou como " Crazy Ponnie " no episódio Victorious de mesmo nome, e a terceira vez foi reprisando seu papel de Sam em Sam & Cat . Em iCarly, Victoria Justice apareceu como a lutadora Shelby Marx no episódio "iFight Shelby Marx", Leon Thomas III como Harper em "iCarly Saves TV", e Daniella Monet como festeira na casa de Nora Dershlit em "iPsycho".

## Recepção
"iParty with Victorious" recebeu críticas principalmente positivas dos críticos. Verne Gay do Newsday deu uma crítica positiva, sugerindo que "iParty with Victorious" pode ser o maior evento do verão de 2011 e observando que a cena que mostra um cara fantasiado de panda perseguindo Kenan Thompson foi hilária. Carl Cortez, da Assignment X, elogiou o episódio, mas também fez uma análise um pouco mais crítica. Ele acredita que “o mecanismo para verificar se o namorado de Carly está traindo é um pouco exagerado”. Ele reagiu positivamente à forma como os tempos passados com os personagens de iCarly e Victorious são distribuídos uniformemente. No geral, ele considera o episódio "mesmo assim agradável" e dá-lhe uma nota B−. Este crossover foi ao ar durante as finais da NBA de 2011 e as finais da Stanley Cup de 2011.
O filme teve um bom desempenho nas classificações, atraindo 7,3 milhões de espectadores, e foi o programa a cabo com maior audiência na semana de 6 a 12 de junho de 2011.